# غرايم هنت
غرايم هنت (بالإنجليزية: Graeme Hunt)‏ هو صحفي نيوزلندي، ولد في 20 سبتمبر 1952 في أوكلاند في نيوزيلندا، وتوفي بنفس المكان في 22 سبتمبر 2010.